# (500538) 2012 UN21
(500538) 2012 UN21 es un asteroide perteneciente al cinturón de asteroides, descubierto el 11 de octubre de 2007 por el equipo del Spacewatch desde el Observatorio Nacional de Kitt Peak, Arizona, Estados Unidos.

## Designación y nombre
Designado provisionalmente como 2012 UN21.

## Características orbitales
2012 UN21 está situado a una distancia media del Sol de 2,935 ua, pudiendo alejarse hasta 3,234 ua y acercarse hasta 2,637 ua. Su excentricidad es 0,101 y la inclinación orbital 9,847 grados. Emplea 1837,50 días en completar una órbita alrededor del Sol.

## Características físicas
La magnitud absoluta de 2012 UN21 es 17,1. 